# Chanceulighed
Chanceulighed er et udtryk for en konkret indfaldsvinkel til forekomsten af social arv, hvor det antages, at sociale forskelle er bestemt af uligheden i samfundet. Begrebet knyttes ofte sammen med Pierre Bourdieus begreb habitus.
Forskningen viser bl.a., at den miljøbetingede sociale ulighed fastholdes af uddannelsessystemernes indretning, som tilgodeser børn af akademisk uddannede forældre. Denne mekanisme er medvirkende til, at den sociale mobilitet bliver hæmmet. En af konsekvenserne er, at arbejdsmarkedets behov for kvalificeret arbejdskraft bliver vanskelige at indfri. På langt sigt antages dette at forringe konkurrenceevnen.
London School of Economics har påvist en direkte sammenhæng mellem lav social mobilitet og famileindkomst. Det viser sig, at sønner af fædre med lav indkomst har ringere mulighed for at opnå en høj indkomst i deres voksenliv end sønner af fædre med høj indkomst. Dette indikerer, at chanceuligheden ikke blot er uddannelsesbestemt, men også indkomstafhængig. Også dansk forskning har påvist, at sandsynligheden for ulighed med hensyn til fordelingen af uddannelsesressourcer og socioøkonomisk position hæmmer den sociale mobilitet.

## Eksterne links
- Niels Ploug: Teorier om betydningen af social baggrund og chance ulighed Arkiveret 16. oktober 2013 hos  Wayback Machine
- Morten Ejrnæs: Pædagoger, forskere og diskursen om social arv Arkiveret 22. januar 2016 hos  Wayback Machine